# ابوالقاسم ناصرالملک
ابوالقاسم خان قراگوزلو سرابندی (۱۲۴۵ – ۴ دی ۱۳۰۶ خورشیدی) معروف به ناصرالملک، اولین وزیر مالیه (دارایی) ایران، از رجال سیاسی دوره ناصرالدین شاه، مظفرالدین شاه، محمدعلی شاه و احمدشاه بود. در دوره اول مجلس شورای ملی وزارت مالیه را بر عهده داشت و در اواخر عمر رئیس ایل قاجار و پیش از رسیدن احمدشاه به سن قانونی نایب‌السلطنهٔ ایران بود و همچنین اولین مترجم ایران و اولین ایرانی و مسلمان در بین کشورهای اسلامی بود که در دانشگاه آکسفورد (کالج بالیول، آکسفورد) تحصیل نمود.
پس از مرگ محمودخان ناصرالملک فرمانفرما سرابندی که به نام محمود قراگوزلو نیز شناخته می‌شود، تمام دارایی و مناصب او، از جمله حکومت همدان به نوه‌اش، ابوالقاسم خان سرابندی منتقل شد.
پس از انتخاب میرزا علی‌خان امین‌الدوله به‌عنوان صدراعظم، در سال ۱۲۷۵ خورشیدی ناصرالملک به سمت نخستین وزیر مالیه منصوب شد و با کنار رفتن امین‌الدوله در سال ۱۲۷۷ ابوالقاسم‌خان هم از وزارت مالیه کنار رفت و پس از آن مأمور حکومت کردستان شد. ناصرالملک پس از پیروزی انقلاب مشروطه در کابینه‌های میرزا نصرالله‌خان مشیرالدوله، سلطان‌علی‌خان وزیرافخم و امین‌السلطان وزیر مالیه بود. در اولین اقدام دستور داد که در وزارتخانه میز و صندلی بگذارند. نمایندگان مجلس شورای ملی پس از ساقط کردن کابینه میرزا احمدخان مشیرالسلطنه در نشستی محرمانه و خصوصی میرزا ابوالقاسم خان ناصرالملک را نامزد رئیس‌الوزرایی کردند.
محمدعلی‌شاه نیز بر این تصمیم صحه نهاد و فرمان رئیس‌الوزرایی ناصرالملک را در سوم آبان ماه ۱۲۸۶ صادر کرد. وی به‌خوبی می‌دانست که ناصرالملک مجری خواسته‌های دولت انگلستان است و طبعاً با وی که با روس‌ها مناسبات نزدیک دارد راه سازش پیش نخواهد گرفت ولی برای اینکه حسن نیت خود را به اثبات برساند، تن به این انتخاب تحمیلی داد تا جلوی هرگونه شِکوه و شکایت را از نمایندگان گرفته باشد. ناصرالملک بعد از چند روز مشورت با نمایندگان بدون خواستن نظر شاه، وزیران خود را به مجلس معرفی کرد و چون بیشتر افراد این کابینه با هم ارتباط خانوادگی داشتند به «کابینه خانوادگی» مشهور شده است.
محمدعلی شاه با اقدامات ناصرالملک رئیس‌الوزرا مخالف بود و حکم قتل او را صادر کرد. ناصر الملک با وساطت جورج چرچیل، نایب‌رئیس سفارت انگلیس در تهران، از مرگ نجات یافت و از ایران خارج شد. او به لندن رفت و تا سال ۱۲۸۹ به ایران بازنگشت. او یکی از دشمنان سرسخت محمدعلی شاه محسوب می‌شد و در تمام طول دوران حضور در لندن درصدد براندازی حکومت او بود. هر چه بعدها محمدعلی شاه از او خواست که به ایران بیاید؛ اما او که از مقاصد شاه اطلاع داشت این درخواست را نپذیرفت.
پس از خلع محمدعلی شاه و جانشینی احمدشاه دوازده ساله، عضدالملک نایب السلطنه شد و پس از فوت وی در ۳۱ شهریور ۱۲۸۹ مجلس در فردای آن روز رأی به انتخاب ناصرالملک به عنوان نایب السلطنه داد. ناصرالملک جمعاً ۴۶ ماه نایب‌السلطنه ایران بود.
ناصرالملک، سپهدار تنکابنی را مأمور تشکیل کابینه کرد و از او خواست به بهانه اینکه دیگر خطری مشروطیت را تهدید نمی‌کند مجاهدین را خلع سلاح کند.
در رویداد اخراج مورگان شوستر آمریکایی زمانی که مجلس (دورهٔ دوم) تن به اولتیماتوم روس‌ها نداد، ناصرالملک مجلس را منحل کرد. در نتیجه این اقدام دومین دوره مجلس شورای ملی نیز پیش از سر آمدن مهلت قانونی در تاریخ ۳ دی ماه ۱۲۹۰ هجری شمسی منحل شد و گروه‌های بسیاری از نمایندگان و هیئت دولت به فرمان نایب‌السلطنه تبعید و تعداد زیادی از جراید آزادی‌خواه توقیف شدند. بدین ترتیب عملاً نوعی دیکتاتوری به وجود آورد و از برگزاری انتخابات مجلس تا زمانی که احمدشاه به سن قانونی نرسیده بود خودداری کرد.
بعد از تاجگذاری احمدشاه به بریتانیا رفت.
ناصرالملک از طائفه سرابندی قراگوزلوهای کبودراهنگ همدان بود
. وی به دنبال آشنا شدن با زبان و ادبیات انگلیسی در بازگشت خود ابتدا نمایش‌نامه تاجر ونیزی اثر شکسپیر را با عنوان داستان شورانگیز بازرگان وندیکی ترجمه کرد و پس از آن نیز اتلو شکسپیر را با عنوان داستان غم‌انگیز اتللو مغربی در وندک به فارسی برگرداند.

## کودکی و تحصیلات
«ابوالقاسم خان قراگوزلو کبودراهنگی همدانی فرزند احمدخان و نوهٔ محمودخان ناصرالملک فرمانفرما بود. او دو برادر ناتنی به نام‌های مهدی خان قراگوزلو و عبدالعلی خان قراگوزلو داشت. چون پدرش میرزا احمدخان شغل نظامی داشت و اغلب اوقات خارج از منزل بود، پدربزرگش میرزا محمودخان به تربیت او همت گماشت. در سال ۱۲۵۷ در سفر دوم ناصرالدین شاه به اروپا محمودخان که از ملتزمان رکاب بود، ابوالقاسم را نیز برای تحصیل به لندن برد. ابوالقاسم در دانشگاه آکسفورد به تحصیل پرداخت (همکلاس سر ادواردگری وزیر امور خارجه انگلستان بود) و پس از فراغت از تحصیل مدتی با سمت وابسته به سفارت ایران در لندن خدمت کرد و دو بار هم به نیابت «سفارت فوق‌العاده» به دربار هلند و دربار آلمان رفت. او در اواخر سال ۱۲۶۲ به ایران بازگشت. در اواخر سلطنت ناصرالدین شاه گاهی در غیاب محمدحسن‌خان اعتمادالسلطنه برای شاه روزنامه ترجمه می‌کرد و در حضور شاه خطابه‌های سفرای بیگانه و جواب شاه را برای آنان ترجمه می‌کرد. در آبان ۱۲۷۵ که امین‌السلطان از صدارت معزول و بهمن همان سال امین‌الدوله صدراعظم شد، ناصرالملک را به جای میرزا عبدالوهاب‌خان نظام‌الملک (شوهرخواهر خود) وزیر دارایی کرد. در تیر ۱۲۷۷ به دنبال عزل امین‌الدوله بالطبع او هم کنار گذاشته شد. در اولین کابینه مشروطه به ریاست سلطان علی خان امیرافخم او وزیر مالیه شد.

## اقدامات مهم
پیش از نیابت سلطنت اولین اقدام ناصرالملک برای ایجاد تفاهم بین شاه و مجلس این بود که شاه و شاهزادگان بلافاصله در مجلس حضور یابند و برای حفظ مشروعیت و صیانت از قانون اساسی سوگند وفاداری به مشروطیت یاد کنند. محمدعلی شاه از این پیشنهاد ناصرالملک استقبال کرد و قرار شد مجلس روزی برای سوگند شاه و شاهزادگان تعیین کند؛ لذا شاه و شاهزادگان در روز نوزده آبان ۱۲۸۶ در مجلس حضور یافتند و این سوگند را به جا آوردند.
اقدام دیگر وی در این زمان سروسامان دادن به بودجه مملکت و کاستن از بودجه شاه، شاهزادگان و دربار بود و برای اولین بار بودجه کشور را مجلس تدوین کرد. به این ترتیب مجلس توانست گام بلندی در راه اصلاح بودجه بردارد.
اگر چه محمدعلی شاه و شاهزادگان در باطن فوق‌العاده ناراضی بودند ولی در ظاهر مخالفتی از خود نشان ندادند و در عوض بعضی از شاهزادگان و درباریان با اجیر کردن تعدادی از اوباش، نظم عمومی را مختل کرده، دست به اغتشاش زدند. پس از واقعه توپخانه و افزایش اختلاف بین شاه و مجلس، محمدعلی شاه او را برکنار و زندانی کرد.
کسروی ضمن اشاره به بحران روابط میان شاه و مشروطه‌خواهان می‌نویسد: «حال بدین سان پیش می‌رفت، تا روز شنبه بیست و دوم آذرماه (۸ ذیقعده) کابینه ناصرالملک که آشوب را نزدیک دیده از آن دوری می‌خواست، از کار کناره گرفت و چگونگی را به شاه آگاهی داد.»
وی در جای دیگری می‌نویسد که در روز نخست واقعه میدان توپخانه شاه اعضای هیئت دولت را احضار کرد، «ناصرالملک به بهانه ناخوشی از رفتن بازمی‌ایستاد، ولی سرانجام ناگزیر گردید و رفت. محمدعلی میرزا به او دشنام‌ها داده دستور چوب زدن داد. سپس گفت او را در اتاق حاجب‌الدوله بازدارند.» یحیی دولت‌آبادی می‌نویسد: «چون شاه از رئیس‌الوزرایی ناصرالملک دلتنگ است و با وجود او اجرای مقاصد خود را مشکل می‌داند این است که نهایت اصرار را به برهم زدن کابینه و خلع ناصرالملک دارد. ناصرالملک به ملاحظه میلیون با اینکه بی‌نهایت ترسناک است از استعفا دادن هم می‌ترسد. با وجود این یک روز پیش از واقعه، زبانی استعفا داده به دربار نمی‌رود. وزرای دیگر هم از رفتن به حضور شاه خودداری می‌کنند.
روز شنبه بعدازظهر شاه آنها را احضار می‌کند. مردد هستند بروند یا نروند بالاخره طرف عصر مصمم می‌شوند بروند، سببش این است که می‌شنوند حکم شده اگر نیایند جبرا آنها را ببرند؛ ناچار ناصرالملک و مشیرالدوله و موتمن‌الملک با هم به دربار می‌روند… مقابل اتاق حاجب‌الدوله که می‌رسند به ناصرالملک می‌گویند شما در این اتاق بنشینید ناصرالملک می‌گوید مرا شاه احضار فرموده‌اند. می‌گویند بلی ولی حالا حکم این است که شما در این اتاق بمانید.» بدین ترتیب، ناصرالملک بازداشت شد ولی پس از چند ساعت با مداخله و حمایت سفارت انگلیس آزاد و راهی اروپا شد.

## ماجرای انتخاب برای نیابت سلطنت
بعد از عضدالملک برای جانشینی او از طرف قاجاریه نام سه نفر برده می‌شد که عبارت بودند از عبدالصمد میرزا عزالدوله پسر محمدشاه و برادر ناصرالدین شاه، مهدی‌قلی‌خان مجدالدوله پسردایی و داماد ناصرالدین شاه و بالاخره میرزا احمدخان علاءالدوله داماد عضدالملک. پیشنهاد گروهی دیگر میرزا حسن‌خان مستوفی‌الممالک (نخست‌وزیر وقت) بود؛ و البته سردار اسعد بختیاری هم برای قبول چنین پستی بی میل نبود. از طرف دیگر گروهی که رأس آن ذکاءالملک فروغی رئیس مجلس بود، به تلاش افتادند. آن‌ها زمینه را در مجلس برای ناصرالملک فراهم ساختند و سرانجام رأی‌گیری میان ناصرالملک و مستوفی الممالک انجام گرفت و او با اکثریت ضعیفی (چهل رأی) در اول مهرماه ۱۲۸۹ به نیابت سلطنت تعیین شد. مستوفی الممالک (نخست‌وزیر وقت) ۲۸ رأی آورد و سه رأی هم سفید داده شد. وقتی مراتب را تلگرافی به ناصرالملک اطلاع دادند، برای قبول چنین پستی شرایط سنگینی قائل شد که از جمله ماهیانه یکصد هزار ریال حقوق بود. در بهمن ۱۲۸۹ ناصرالملک با تشریفات زیادی به تهران وارد شد و درباری برای خود تدارک دید. او ۴۵۸ روز (یک سال و سه ماه و سه روز) بعد از این انتخاب، با تقاضا از مجلس، کمیسیونی پنج نفره برای بررسی اولتیماتوم روسیه تشکیل داد و با رای اعضای کمیسیون پنج نفره و تأیید خودش اقدام به انحلال مجلس دوره دوم مشروطه کرد و بسیاری از نمایندگان همین مجلس را تبعید کردن.

احمد شاه قاجار و ولیعهد همراه با نخستین کابینه ناصرالملک؛ اثر اسدالله الحسینی نقاش باشی سال ۱۳۲۸ هـ ق

## اواخر عمر و مرگ
ناصرالملک چهار سال نایب‌السلطنه ایران بود. گاهی در لندن و زمانی در تهران به امور رسیدگی می‌کرد. سرانجام چند روز قبل از آغاز جنگ جهانی اول، بار سنگین سلطنت را بر دوش احمدشاه گذاشت که به سن هجده سالگی رسیده بود و با وصول مطالبات گذشته خود به انگلستان رفت. پس از خلع قاجاریه و آغاز سلطنت رضا شاه پهلوی، بار دیگر به ایران آمد و سرانجام در روز چهارم دی ۱۳۰۶ در تهران درگذشت. مدفن او حرم عبدالعظیم حسنی در شهر ری است.

## خانواده
از او دو پسر به نام‌های حسینعلی (مانند پدر به دانشگاه آکسفورد راه یافت) و محسن قراگوزلو و یک دختر بنام فاطمه (همسر حسین علاء) باقی ماند.